# Шевченківська округа (Корсунська)
Шевченківська округа — адміністративно-територіальна одиниця в УСРР, утворена 7 березня 1923 року у складі Київської губернії з частин Канівського, Таращанського, Звенигородського і Черкаського повітів.. Спочатку називалась Корсунською. Окружний центр — місто Корсунь. Проіснувала до 1925 року, коли була розформована, а райони приєднані до Білоцерківської, Черкаської та Уманської округ.

## Райони
1. Канівський район — з Пшеничківської й Курилівської волостей.[1]
2. Степанецький район — з Степанецької і Межиріцької волостей.
3. Таганецький район — з Таганецької і Корнилівської волостей.
4. Миронівський район — з Зеленківської, Потоцької, Козинської і Пустовійтівської волостей.
5. Богуславський район — з Богуславської і Вільховецької волостей.
6. Медвинський район — з Медвинської і Ісайківської волостей.
7. Шендерівський район — з Шендерівської і Селищенської волостей.
8. Корсунський район — з Корсунської волости.
9. Кошеватський район — з Кошеватської і Жидово-Гребельської волостей.
10. Лисянський район — з колишньої Боярської, Лисянської і колишньої Друзівської волостей.
11. Вільшанський район — з Вільшанської і Козачанської волостей.
12. Шполянський район — з Шполянської, В'язівської і Буртянської волостей.
13. Звенигородський район — з Кирилівської (Тарасівської) волости і м. Звенигородки.
14. Виноградський район — з Виноградської і Красилівської волостей.
15. Білозерський район — з Михайлівської, Шелепухінської, частини Мошнинської (м. Мошна), Білозерської, Байбузівської і Старосільської волостей.
16. Завозовський район — з Деренковецької, Завозовської і Валявської волостей.
17. Городищенський район — з Городищенської, Мліївської, Хлистунівської і Свинарської волостей.
18. Мокро-Калигорський район — з Мокро-Калигірської (з селом Веселий Кут) і Стецівської волостей.

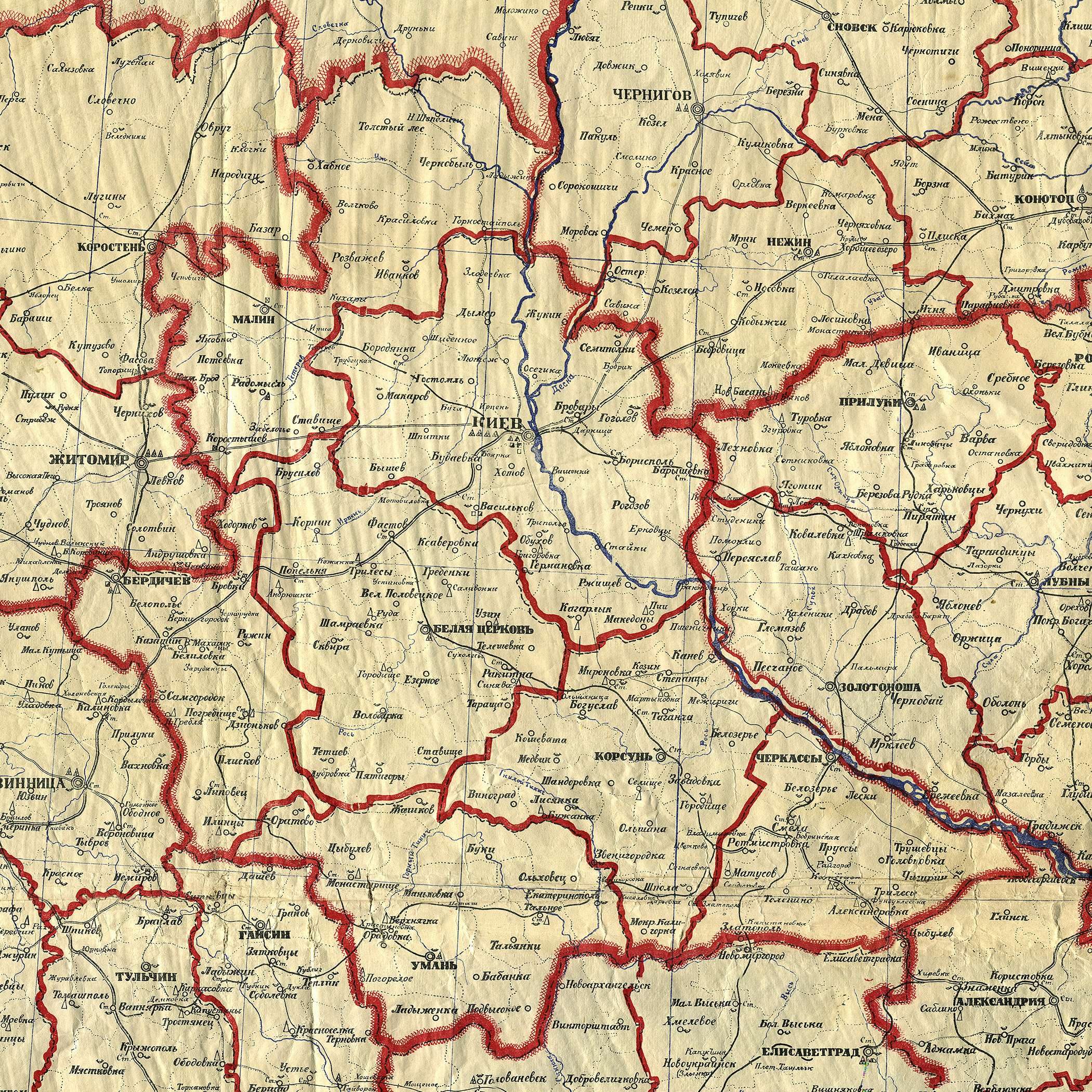
Карта Шевченківської (Корсунської) округи у складі Київської губернії, 1923
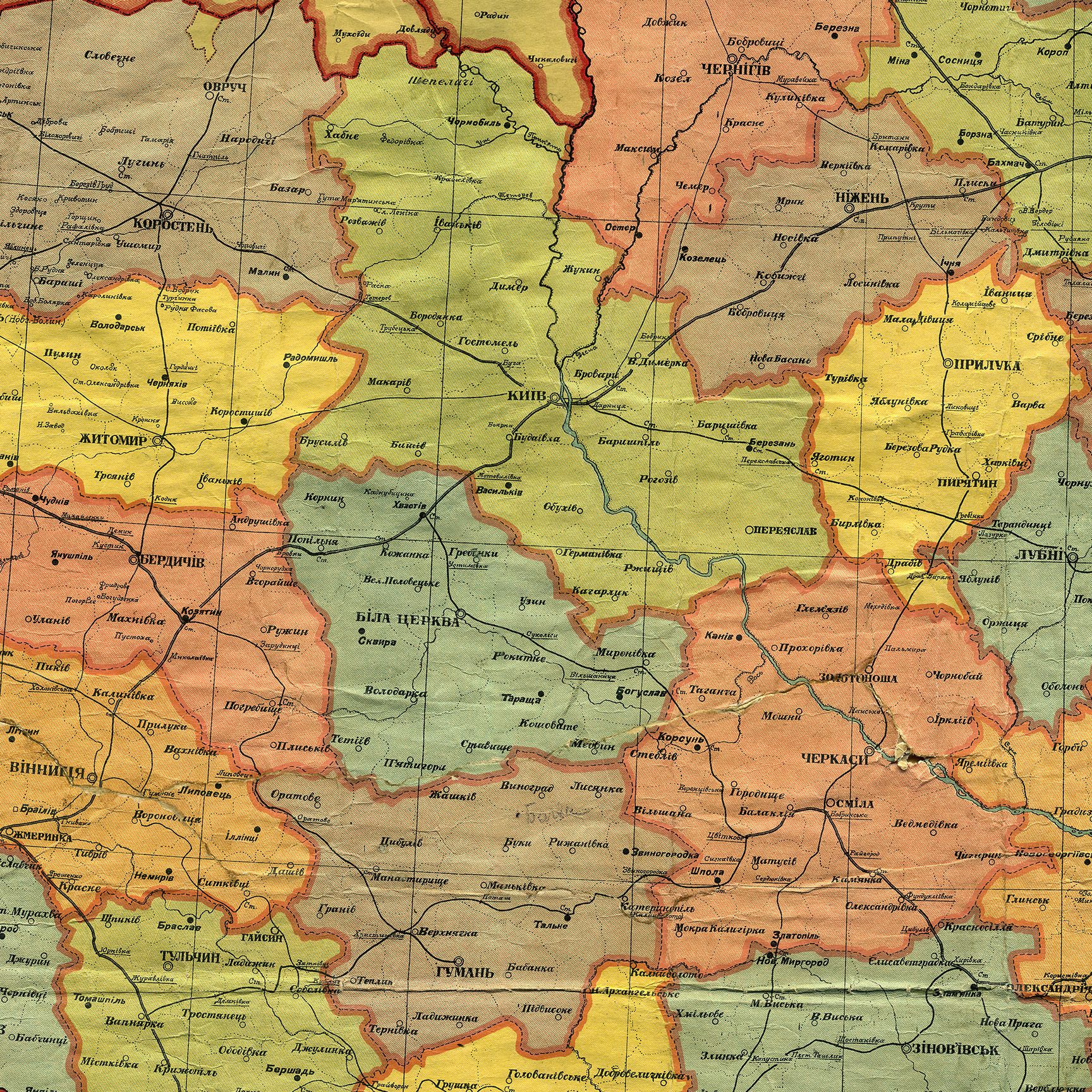
Карта колишньої Шевченківської округи, адміністративні межі станом на 1 жовтня 1925
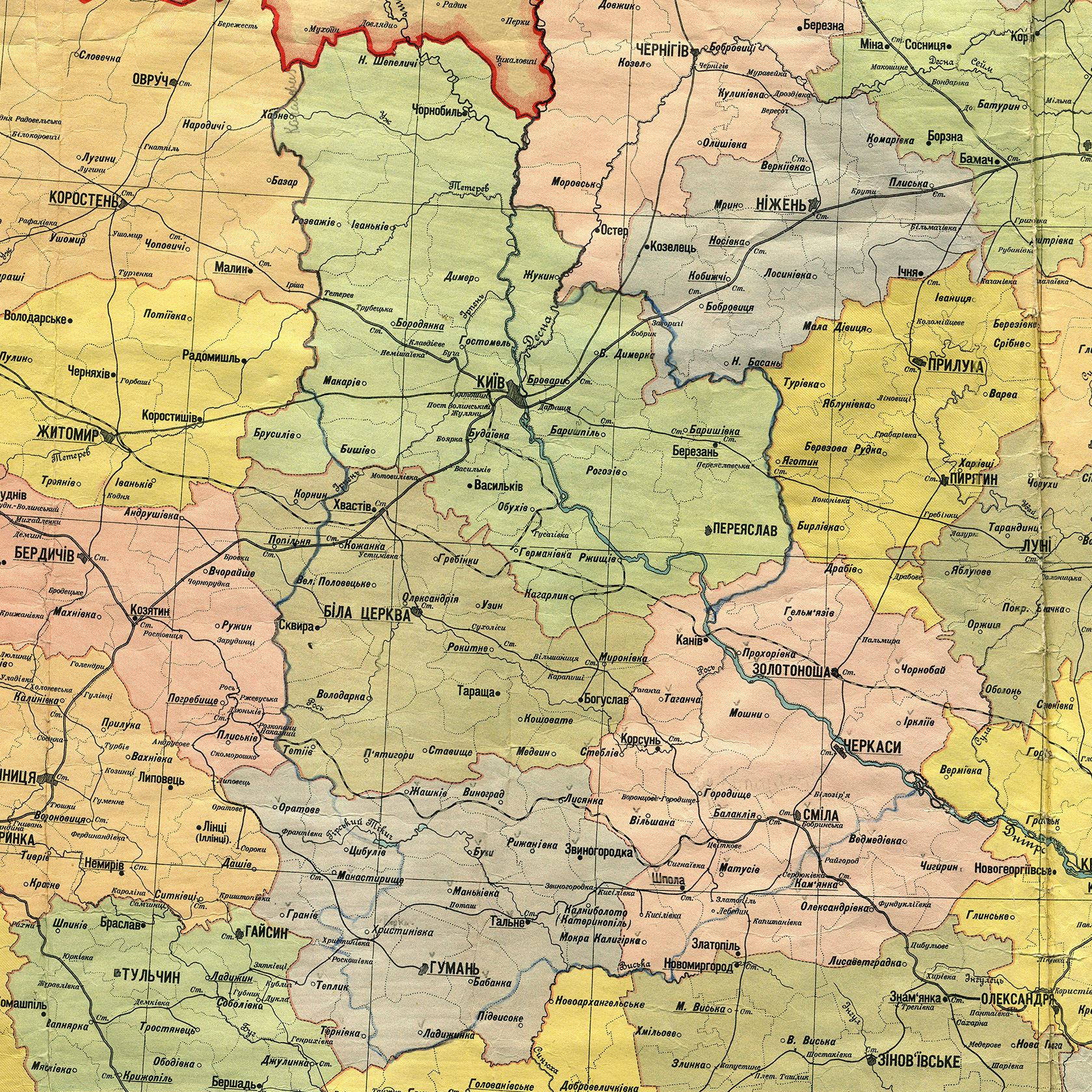
Карта колишньої Шевченківської округи, адміністративні межі станом на 1 березня 1927

## Керівники округи

### Відповідальні секретарі окружного комітетуКП(б)У
- Котельников Петро Максимович (.03.1923—1924),
- Постоловський Михайло Федотович (1924—1925).

### Голови окружного виконавчого комітету
- Шайкевич Олександр Наумович (1923)
- Лакиза Петро Никифорович (1923—1924)